# Kon Live
Kon Live jest wytwórnią płytową należącą i założoną w 2006 roku przez Akona. Generalnie grana jest dla niej muzyka R&B, hip-hop, i reggae. W klipie "Sorry Blame It On Me" Akon nosi diamentowy kajdan KLD, który jest skrótem Kon Live.
Artyści śpiewający dla wytwórni to: Ray Lavender, Jay Money, Brick&Lace i Von Smith.
Dystrybutorami Kon Live Distribution są: Konvict Muzik, Interscope Records, Geffen Records.